# Josef Nejedlý
Josef Nejedlý (16. ledna 1891, Rozstání u Vyškova – 3. května 1952) byl český římskokatolický kněz, dlouholetý farář v Moravské Ostravě a papežský komoří.

## Život
Po vystudování Arcibiskupského gymnázia v Kroměříži vstoupil do olomouckého kněžského semináře a dne 5. července 1914 přijal kněžské svěcení. Působil jako katecheta v Bohuslavicích u Hlučína a v roce 1925 se stal farářem nově zřízené farnosti ve Vřesině u Hlučína, kde již roku 1923 spolu s místním učitelem Josefem Švejnohou založil místní jednotu Orla. Významně se také zasloužil o vybudování vřesinského kostela sv. Viléma Akvitánského, dokončeného roku 1930.
Jako osoba velmi známá v česko-polském pohraničí byl k 1. červnu 1936 přeložen do Moravské Ostravy, kde pak působil jako farář až do svého smrti. Na počátku druhé světové války byl v rámci akce Albrecht der Erste zatčen, avšak ještě během září 1939 propuštěn na svobodu. Během války podporoval rodiny pronásledovaných, chudé sudetské studenty a bohoslovce na nucených pracích v ostravských šachtách. Při velkém bombardování Ostravy 29. srpna 1944 se Josef Nejedlý modlil v kostele Božského Spasitele před oltářem k Panně Marii Svatohostýnské, aby kostel ochránila[zdroj?]. Bomby zasáhly sousední německou reálku i nedaleký Německý dům.
V roce 1945 díky němu začal být vydáván katolický deník Hlas, později se také postaral o zakoupení vlastní tiskárny pro jeho tisk. O několik let později však vážně onemocněl a počátkem května 1952 zemřel. Jeho pohřbu na starém ostravském hřbitově (v místech dnešního sadu dr. Milady Horákové) se zúčastnilo 180 kněží a mnoho dalších věřících. Roku 1963 byly ostatky Josefa Nejedlého převezeny na Ústřední hřbitov ve Slezské Ostravě.